# Димитър Аврамов (политик, р. 1943)
Вижте пояснителната страница за други личности с името Димитър Аврамов.
Димитър Василев Аврамов е български журналист и политик от ПП АТАКА. Народен представител от Атака в XLII народно събрание. Автор на много разобличителни разследвания, касаещи турцизацията и далаверите на кръга около Ахмед Доган. Димитър Аврамов е и съавтор на шест серийния документален филм „Новото робство“, излъчван по СКАТ. Има двама сина.

## Биография
Димитър Аврамов е роден на 2 октомври 1943 година във Враца. Завършва специалност „Българска филология“ в Софийски университет „Свети Климент Охридски“.
На парламентарните избори в България през 2013 година е водач от листата на ПП АТАКА в 9 МИР Кърджали и 22 МИР Смолян, избран за народен представител от Смолян.